# Покрытие (астрономия)
Покры́тие — астрономическое явление, во время которого (с точки зрения наблюдателя из определённой точки) одно небесное тело проходит перед другим, заслоняя его полностью или частично.

## Определение
Термин «покрытие» употребляется в случаях, когда более близкий к наблюдателю объект значительно больше по угловому размеру, чем более удалённый объект. В противном случае употребляют термин «прохождение». Эти два типа явлений являют собой видимые проявления сизигии.

## Покрытие Луной
Чаще всего наблюдаются покрытия Луной звёзд и планет. Эти события представляют интерес как для любителей астрономии, так и для профессионалов (многие расчёты основываются именно на результатах наблюдения покрытий).
В частности, Луна может покрывать планеты во время лунных затмений. Однако такое совпадение случается очень редко.

## Покрытие планетами и их спутниками

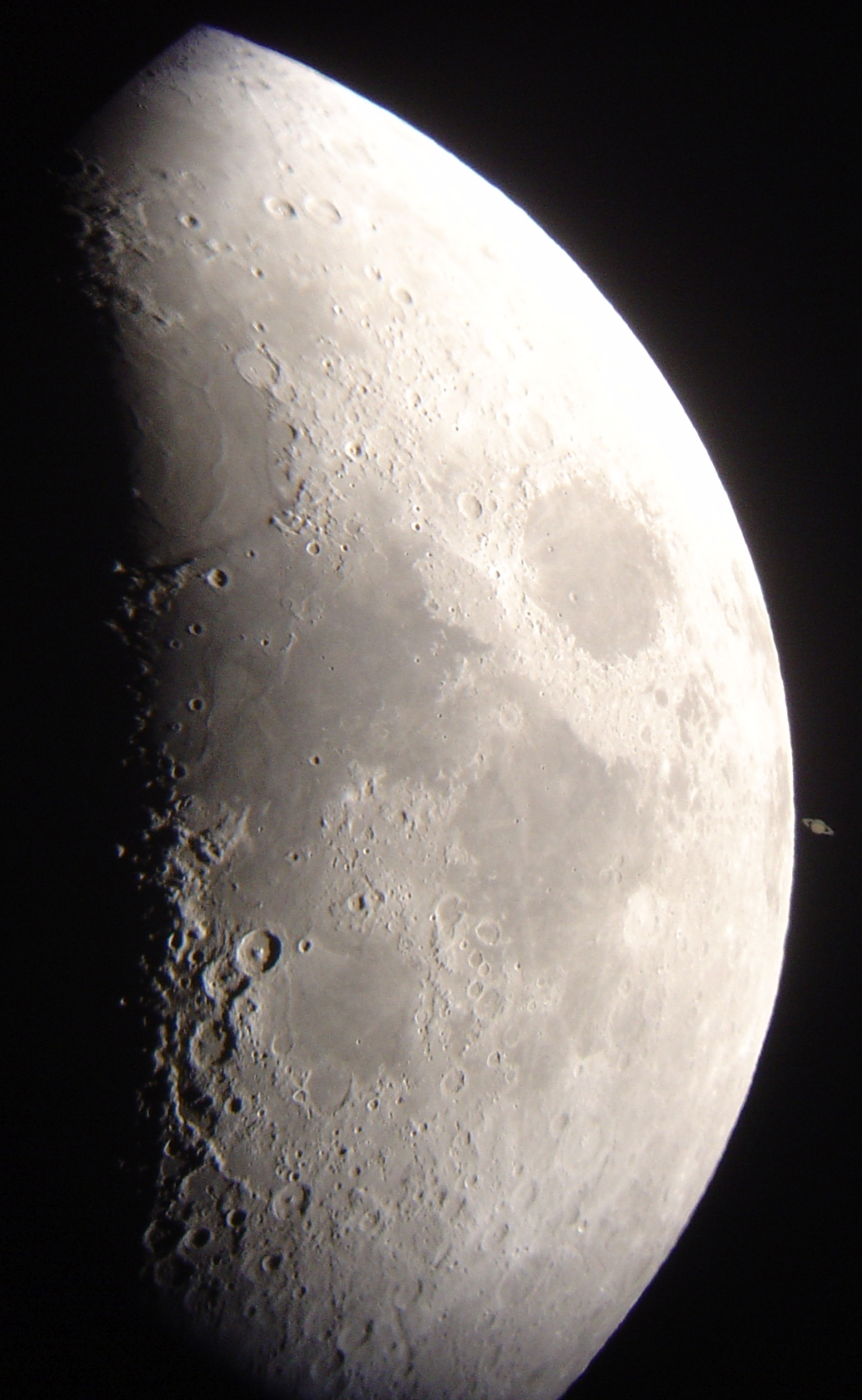
Покрытие Сатурна Луной

Звёзды также могут быть покрыты планетами и их спутниками. Наблюдение такого явления, к примеру, в 1977 году позволило обнаружить кольца у Урана. Наблюдения покрытий Плутоном звёзд в 1988, 2002, и 2006 годах позволили обнаружить и изучить атмосферу этой карликовой планеты. Наблюдения покрытия звезды Хароном 7 апреля 1980 года позволили получить близкую к современной оценку радиуса Харона: 585—625 км.
Очень редко одна планета покрывает другую. Последний такой случай произошел 3 января 1818 года, а следующий — произойдёт 22 ноября 2065 года. Как в первом, так и во втором случае Венера покрывает Юпитер. Если планета переднего плана по угловому размеру меньше, чем планета заднего плана, явление называют прохождением, а если больше — покрытием. Взаимные покрытия планет случаются в среднем раз в 33 года. Впрочем, в некоторых столетиях (например, в XX) не происходило ни одного, а в XXI должно произойти 5.
Ещё один частный случай покрытия планетой — явление, когда планета покрывает свой спутник. При этом, складываются благоприятные условия для изучения атмосферных слоёв как самой планеты, так и спутника.

## Двойные покрытия
Одним из наиболее редких явлений считается двойное покрытие — когда объект переднего плана заслоняет сразу 2 или более объектов заднего плана. Последнее подобное покрытие можно было наблюдать 23 апреля 1998 года на острове Вознесения, когда Луна покрыла одновременно Венеру и Юпитер.
Помимо двойных покрытий планет Луной могут случаться и тройные покрытия. Тройное покрытие планет Луной — редчайшее астрономическое событие (несколько случаев за десятки тысяч лет). Ближайшее к нам подобное уникальное событие произойдёт 3 апреля 8745 года, когда Луна покроет Меркурий, Венеру и Юпитер.